# Le Supplice de Marsyas (Bronzino)
Pour les articles homonymes, voir Le Supplice de Marsyas.
Le Supplice de Marsyas (ou Le Châtiment de Marsyas) est une peinture à l'huile sur toile réalisée en 1531 par l'artiste florentin Bronzino, représentant l'écorchement vif par Apollon de Marsyas, celui-ci ayant imprudemment défié le dieu grec à un concours musical. Il est conservé au Musée de l'Ermitage à Saint-Pétersbourg.